# 國際煤機
國際煤機集團（英語：International Mining Machinery Holdings Limited，港交所除牌時1683.HK）於2006年成立，是中國主要的挖煤機械裝備生產商，主要生產掘進機、採煤機及刮板輸送機。
2006年，國際煤機先後收購原屬國企的佳木斯煤礦機械有限公司和雞西煤礦機械有限公司，並在2007年成立淮南長壁煤礦機械有限責任公司。
2010年2月，國際煤機於香港交易所上市，招股價為4.88港元，集資25.4億元，上市首日股價下跌13%。同年7月，國際煤機以5.4億元人民幣收購煤礦長臂開採機械的電控系統制造商青島天迅。到了2011年12月23日，國際煤機被久益環球公司（小松礦業公司前身）進行收購全數股權，已被中國商務部反壟斷局批准，而預計在2012年6月11日於香港交易所退出股市。

## 外部連結
- 國際煤機集團公司網頁
- 國際煤機集團招股文件 （页面存档备份，存于）
- 佳木斯煤矿机械有限公司網頁
- 淮南長壁煤礦機械有限責任公司網頁 （页面存档备份，存于）